# Dorcadion cineriferum
Dorcadion cineriferum är en skalbaggsart som beskrevs av Suvorov 1909. Dorcadion cineriferum ingår i släktet Dorcadion och familjen långhorningar. Inga underarter finns listade i Catalogue of Life.